# نوسکا (ایزد)

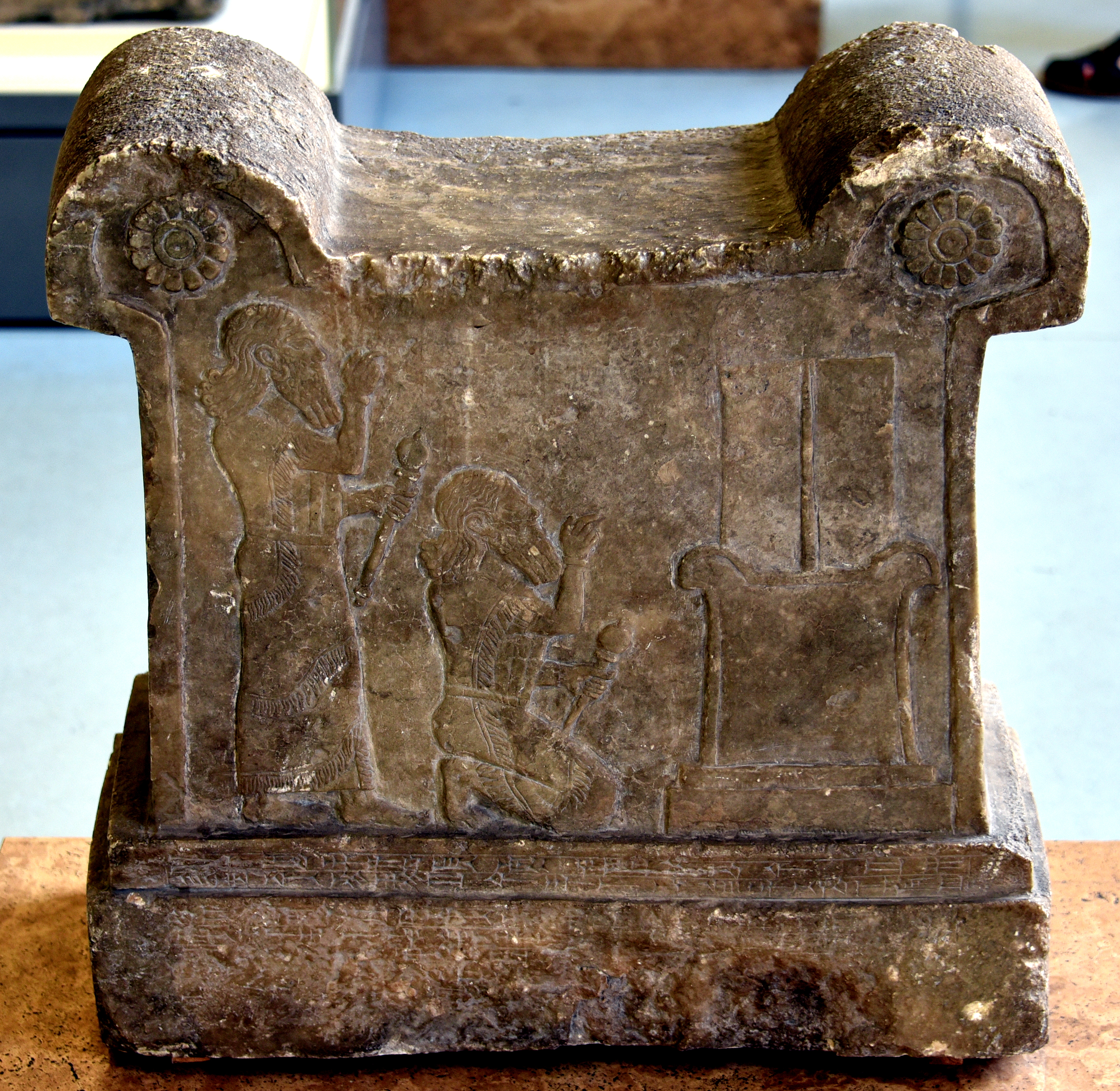
در تصویر کتیبه ای به خط میخی را می بینید که دو مرد به صورت برجسته، ایستاده و زانو زده در حالی که یک گرز در دست دارند(به نمایندگی از پادشاه آشور) نکته جالب نام پادشاه است که به خط میخی خدای (Nuska) ذکر شده است. این کتیبه متعلق به قرن 13 قبل از میلاد است.

نوسکا یا نوسکو و یا به گونه‌ای دیگر Našuḫ، خدایی بین‌النهرینی است که در جایگاه سوکال (وزیر الهی) انلیل تصویر شده است.
مرکز اصلی آیینی نوسکا در نیپور قرار داشت و نام او از ابتدای دوره دودمانی بین‌النهرین ذکر شده است. او هم در معبدهای متعلق به خود و هم در مجموعه اکور پرستش می‌شد. در دوره پسین، او به پانتئون‌های سایر شهرها وارد شد، از جمله در بابل، اور و اوروک در جنوب و آشور و حران در شمال. آخرین این شهرها ممکن است مرکز آیینی اصلی او در هزاره اول پیشا دوران مشترک بوده باشد. برخی شواهد از پرستش نوسکا در خارج از بین‌النهرین به دست آمده است از جمله کتیبه‌هایی از چغازنبیل در عیلام و اسنادی به زبان آرامی از الفانتین در مصر.
در اساطیر شناخته‌شده، نوسکا معمولا در نقش خدمتکار انلیل به تصویر کشیده می‌شود. او در این نقش، در دو روایت متفاوت از ازدواج این خدا، انلیل و سود و انلیل و نینلیل، در آترا-هاسیس، در روایت آنزو و سایر قطعه‌ها ظاهر می‌شود. سرودهایی نیز به دست آمده که به او تقدیم شده‌اند.

## نام
ریشه‌شناسی نام نوسکا نامشخص است.

## شخصیت
نوسکا را سوکال الهی («وزیر») یا sukkalmaḫ («وزیر بزرگ») انلیل می‌دانستند.

## ارتباط با سایر خدایان
نوسکا را یکی از پسران انلیل و در نتیجه یکی از برادران نینورتا می‌دانستند.

## پرستش
نخستین شاهد برای پرستش نوسکا یک نام تئوفوری است که در متنی از شوروپاک آمده است.

### بیرون از بین‌النهرین
فرمانروای عیلامی به نام اونتاش ناپیریشا جایگاهی برای نوسکا در مجموعه چغازنبیل ساخت.

## اسطوره‌شناسی
در اساطیر، نوسکا معمولا به عنوان خدمتکار انلیل به تصویر کشیده می‌شود.